# Acanthodasys australis
Acanthodasys australis is een buikharige uit de familie van de Thaumastodermatidae. De wetenschappelijke naam van de soort werd voor het eerst geldig gepubliceerd in 2020 door Bosco, Lourenço, Guidi, Balsamo, Hochberg en Garraffoni.

## Voorkomen
De soort komt voor in zee voor de zuidoostkust van Brazilië.